# Mutantes en la universidad
Mutantes en la universidad (en inglés, Class of Nuke 'Em High) es una serie de cinco películas de los estudios Troma.
- Título original: Class of Nuke 'Em High 1986

Dirigida por Richard W. Haines , Michael Herz y Lloyd Kaufman. 
Un grupo de camorristas son los dueños de una Universidad de Nueva Jersey. Se dedican a la venta de marihuana, cosechada por ellos mismos, al lado de una planta Nuclear que vierte residuos tóxicos. Esto hace que los porros de marihuana transforme a los estudiantes en mutantes
- Título original: Class of Nuke 'Em High Part II: Subhumanoid Meltdown 1991

Dirigida por Eric Louzil y Donald G. Jackson.
Una corporación levanta otra Universidad después de que la antigua fuera destruida en la película anterior. Los experimentos de una profesora con estudiantes hará crear nuevos y peligrosos mutantes: los subhumanoides.
- Título original: Class of Nuke 'Em High 3: The Good, the bad and the subhumanoid 1994.

Dirigida por Eric Louzil
- Datos: Q2719033